# Carcinoma de nasofaringe
El carcinoma de nasofaringe (CNF) o carcinoma de rinofaringe o carcinoma de càvum, és el càncer més comú originat a la nasofaringe, més freqüentment a la nasofaringe postero-lateral o al recés faringi (fossa de Rosenmüller), que representa el 50% dels casos. El CNF apareix en nens i adults. El CNF difereix significativament d'altres càncers del cap i del coll per la seva aparició, causes, comportament clínic i tractament. És molt més comú en algunes regions de l'Àsia oriental i l'Àfrica que en altres llocs, amb factors virals, dietètics i genètics implicats en la seva causalitat. És més freqüent en els homes. És un carcinoma de cèl·lules escatoses de tipus indiferenciat.